# Otto Tief
Otto Tief (Rapla, 14 de agosto de 1889 – Ahja, 5 de marzo de 1976) fue un abogado estonio, militar durante la guerra de Independencia de Estonia de 1918 y político. Durante la Segunda Guerra Mundial, con la retirada de las fuerzas de ocupación de Estonia por la Alemania Nazi, fue nombrado primer ministro el 18 de septiembre de 1944, proclamando la re-independencia de Estonia ante el avance de las tropas soviéticas, pero su gobierno fue disuelto con la entrada del Ejército Rojo en Tallin cuatro días después y Tief arrestado. En 1945, fue condenado y deportado a Siberia hasta su regreso en 1956. Sin embargo, Tief convertido en un símbolo fue nuevamente forzado a exiliarse en Ucrania y desde 1965, en Letonia. A su muerte, los soviéticos tampoco autorizaron su entierro en Estonia hasta que, recuperada la independencia, sus restos mortales fueron sepultados en Tallin en 1993.